# Deuxième circonscription de Seine-et-Marne
La deuxième circonscription de Seine-et-Marne est représentée à l'Assemblée nationale, lors la XVIe législature de la Cinquième République, par Frédéric Valletoux.

## Description géographique et démographique

### De 1958 à 1986
La circonscription occupe originellement les cantons de Claye-Souilly, Dammartin-en-Goële et de Lagny.
(réf. Journal officiel du 13-14 octobre 1958).

### De 1988 à 2012
À la suite du redécoupage des circonscriptions législatives françaises de 1986, la deuxième circonscription de Seine-et-Marne est centrée autour de la ville de Fontainebleau et de son arrière-pays, le sud rural du département : elle reprend en fait les frontières de l'arrondissement de Fontainebleau, à l'exception du canton de Moret-sur-Loing, laissé à la troisième circonscription. Par conséquent, elle regroupe les cantons suivants :
- Canton de La Chapelle-la-Reine : 12 183 habitants ;
- Canton de Château-Landon : 13 700 habitants ;
- Canton de Fontainebleau : 44 241 habitants ;
- Canton de Lorrez-le-Bocage-Préaux : 10 195 habitants ;
- Canton de Nemours : 31 304 habitants.

Il convient de noter que Bois-le-Roi (5 605 habitants), commune relevant de l'arrondissement de Fontainebleau mais rattachée depuis 2015 au canton de Nangis demeure cependant dans la deuxième circonscription dont elle constitue la 3e commune en nombre d'habitants et d'élécteurs.
D'après les chiffres du recensement de 1999, la circonscription était alors peuplée de 111 623 habitants. Parmi ceux-ci se trouvent 78 540 inscrits sur les listes électorales en 2012. Le nombre d'électeurs inscrits est de 79 935 inscrits  en 2022.

## Description politique
Territoire rural dominé par Fontainebleau, ville historiquement conservatrice, la circonscription est solidement ancrée à droite : elle n'envoie aucun conseiller général de gauche. Julia est ainsi élu au premier tour sans discontinuer depuis 1967, hormis en 2002 face à la candidate socialiste. Cet ancrage se confirme en 2007 puisque, à l'issue du premier tour, les deux seuls candidats admis à se présenter au second tour proviennent de la majorité présidentielle. Candidat officiel de l'UMP, Didier Julia est encore réélu en 2007 au terme d'un second tour face au maire de Fontainebleau se réclamant du même camp politique.
La domination de la droite se prolonge à l'occasion du scrutin de 2012 puisque la candidate UMP, Valérie Lacroute, maire de Nemours, est réélue avec Didier Julia comme suppléant. Lors de la XVIe législature, Sylvie Bouchet Bellecourt, ex maire d'Héricy et suppléante de Valérie Lacroute devient députée consécutivement à la démission de cette dernière en juin 2020.
Au terme des élections de juin 2022, la circonscription est désormais représentée par Frédéric Valletoux, maire de Fontainebleau se revendiquant explicitement de la droite mais désormais sous l'étiquette du parti politique Horizons appartenant à la majorité présidentielle sortante. Le scrutin de 2022 dénote une poussée du Rassemblement national et de la Nupes dans les communes du sud de la circonscription telles que Bagneaux-sur-Loing, Château-Landon, Nemours ou Souppes-sur-Loing.

## Historique des résultats
| Législature | Début de mandat | Fin de mandat  | Député                    | Parti politique | Observations |
| ----------- | --------------- | -------------- | ------------------------- | --------------- | --- |
| Ire         | 9 décembre 1958 | 9 octobre 1962 | Guy Chavanne              | DVD             | Mandat écourté à la suite d'une dissolution parlementaire décidée par Charles de Gaulle.                                                                       |
| IIe         | 6 décembre 1962 | 2 avril 1967   | Guy Rabourdin             | UNR-UDT         | |
| IIIe        | 3 avril 1967    | 30 mai 1968    | Guy Rabourdin             | UDR             | Mandat écourté à la suite d'une dissolution parlementaire décidée par Charles de Gaulle.                                                                       |
| IVe         | 11 juillet 1968 | 1er avril 1973 | Guy Rabourdin             | UDR             | |
| Ve          | 2 avril 1973    | 2 avril 1978   | Gérard Bordu              | PCF             | |
| VIe         | 3 avril 1978    | 22 mai 1981    | Gérard Bordu              | PCF             | Mandat écourté à la suite d'une dissolution parlementaire décidée par François Mitterrand.                                                                     |
| VIIe        | 2 juillet 1981  | 1er avril 1986 | Jean-Pierre Fourré        | PS              | |
| VIIIe       | 2 avril 1986    | 14 mai 1988    | Aucun                     | Aucun           | Proportionnelle par département, pas de député par circonscription. Mandat écourté à la suite d'une dissolution parlementaire décidée par François Mitterrand. |
| IXe         | 23 juin 1988    | 1er avril 1993 | Didier Julia              | RPR             | Professeur des universités |
| Xe          | 2 avril 1993    | 21 avril 1997  | Didier Julia              | RPR             | Professeur des universités Mandat écourté à la suite d'une dissolution parlementaire décidée par Jacques Chirac.                                               |
| XIe         | 12 juin 1997    | 18 juin 2002   | Didier Julia              | RPR             | Professeur des universités |
| XIIe        | 19 juin 2002    | 19 juin 2007   | Didier Julia              | UMP             | Professeur des universités |
| XIIIe       | 20 juin 2007    | 19 juin 2012   | Didier Julia              | UMP             | Professeur des universités |
| XIVe        | 20 juin 2012    | 20 juin 2017   | Valérie Lacroute          | UMP             | Cadre du secteur des transports |
| XVe         | 21 juin 2017    | 22 juin 2020   | Valérie Lacroute          | LR              | Infirmière |
| XVe         | 23 juin 2020    | 21 juin 2022   | Sylvie Bouchet Bellecourt | LR              | Infirmière |
| XVIe        | 22 juin 2022    | 21 juin 2027   | Frédéric Valletoux        | HOR             | Journaliste Mandat écourté à la suite d'une dissolution parlementaire décidée par Emmanuel Macron.                                                             |

## Historique des élections

### Élections de 1958
| Candidat       | Candidat         | Parti          | Premier tour | Premier tour | Second tour | Second tour |  |
| Candidat       | Candidat         | Parti          | Voix         | %            | Voix        | %           |  |
| -------------- | ---------------- | -------------- | ------------ | ------------ | ----------- | ----------- |  |
|                | Guy Chavanne élu | UNR (CNIP)     | 21 436       | 44,21        | 30 969      | 65,16       |  |
|                | Laurent Casanova | PCF            | 15 385       | 31,73        | 16 557      | 34,84       |  |
|                | René L'Helguen   | MRP            | 5 760        | 11,88        | Retrait     | Retrait     |  |
|                | Robert Pépin     | SFIO           | 4 106        | 8,47         | Retrait     | Retrait     |  |
|                | Marcel Lestat    | UFD            | 1 798        | 3,71         |             |             |  |
|                |                  |                |              |              |             |             |  |
| Inscrits       | Inscrits         | Inscrits       | 61 308       | 100,00       | 61 249      | 100,00      |  |
| Abstentions    | Abstentions      | Abstentions    | 11 770       | 19,2         | 12 825      | 20,94       |  |
| Votants        | Votants          | Votants        | 49 538       | 80,8         | 48 424      | 79,06       |  |
| Blancs et nuls | Blancs et nuls   | Blancs et nuls | 1 053        | 2,13         | 898         | 1,85        |  |
| Exprimés       | Exprimés         | Exprimés       | 48 485       | 97,87        | 47 526      | 98,15       |  |

Le suppléant de Guy Chavanne est Jean Pathus-Labour, UNR, conseiller général du canton de Dammartin-en-Goële.

### Élections de 1962
| Candidat       | Candidat             | Parti          | Premier tour | Premier tour | Second tour | Second tour |  |
| Candidat       | Candidat             | Parti          | Voix         | %            | Voix        | %           |  |
| -------------- | -------------------- | -------------- | ------------ | ------------ | ----------- | ----------- |  |
|                | Guy Rabourdin élu    | UNR-UDT        | 14 911       | 33,15        | 24 258      | 53,67       |  |
|                | Louis Moulin         | PCF            | 13 763       | 30,6         | 20 883      | 46,2        |  |
|                | Guy Chavanne sortant | CNIP           | 8 908        | 19,8         | 58          | 0,13        |  |
|                | Marguerite Fié       | SFIO           | 2 748        | 6,11         | Retrait     | Retrait     |  |
|                | Marcel Pagenel       | PSU            | 2 021        | 4,49         |             |             |  |
|                | Raymond Moie         | MRP            | 1 347        | 2,99         |             |             |  |
|                | Jacques Genet        | Modérés        | 1 286        | 2,86         |             |             |  |
|                |                      |                |              |              |             |             |  |
| Inscrits       | Inscrits             | Inscrits       | 64 569       | 100,00       | 64 810      | 100,00      |  |
| Abstentions    | Abstentions          | Abstentions    | 18 461       | 28,59        | 17 317      | 26,72       |  |
| Votants        | Votants              | Votants        | 46 108       | 71,41        | 47 493      | 73,28       |  |
| Blancs et nuls | Blancs et nuls       | Blancs et nuls | 1 124        | 2,44         | 2 294       | 4,83        |  |
| Exprimés       | Exprimés             | Exprimés       | 44 984       | 97,56        | 45 199      | 95,17       |  |

Le suppléant de Guy Rabourdin était Claudius Saleix, maire adjoint de Lagny-sur-Marne.

### Élections de 1967
| Candidat       | Candidat                    | Parti          | Premier tour | Premier tour | Second tour | Second tour |  |
| Candidat       | Candidat                    | Parti          | Voix         | %            | Voix        | %           |  |
| -------------- | --------------------------- | -------------- | ------------ | ------------ | ----------- | ----------- |  |
|                | Guy Rabourdin sortant réélu | UD-Ve          | 24 050       | 41,24        | 28 548      | 50,7        |  |
|                | Gérard Bordu                | PCF            | 17 826       | 30,56        | 27 757      | 49,3        |  |
|                | Robert Jaeger               | FGDS (SFIO)    | 8 551        | 14,66        | Retrait     | Retrait     |  |
|                | Maurice Gérard              | CD (PDM)       | 5 307        | 9,1          |             |             |  |
|                | Guy de Veulle               | Modérés        | 2 092        | 3,59         |             |             |  |
|                | Marcel Imbembo              | Modérés        | 498          | 0,85         |             |             |  |
|                |                             |                |              |              |             |             |  |
| Inscrits       | Inscrits                    | Inscrits       | 72 773       | 100,00       | 72 760      | 100,00      |  |
| Abstentions    | Abstentions                 | Abstentions    | 13 189       | 18,12        | 14 045      | 19,3        |  |
| Votants        | Votants                     | Votants        | 59 584       | 81,88        | 58 715      | 80,7        |  |
| Blancs et nuls | Blancs et nuls              | Blancs et nuls | 1 260        | 2,11         | 2 410       | 4,1         |  |
| Exprimés       | Exprimés                    | Exprimés       | 58 324       | 97,89        | 56 305      | 95,9        |  |

Le suppléant de Guy Rabourdin était Rémy Surquain, vétérinaire, maire-adjoint de Dammartin-en-Goële.

### Élections de 1968
| Candidat       | Candidat                    | Parti          | Premier tour | Premier tour | Second tour | Second tour |  |
| Candidat       | Candidat                    | Parti          | Voix         | %            | Voix        | %           |  |
| -------------- | --------------------------- | -------------- | ------------ | ------------ | ----------- | ----------- |  |
|                | Guy Rabourdin sortant réélu | UDR (URP)      | 26 606       | 45,99        | 30 289      | 56,05       |  |
|                | Gérard Bordu                | PCF            | 16 677       | 28,83        | 23 747      | 43,95       |  |
|                | Maurice Gérard              | CD (PDM)       | 6 208        | 10,73        |             |             |  |
|                | René Cassier                | FGDS (SFIO)    | 5 397        | 9,33         |             |             |  |
|                | Roger Dumont                | PSU            | 2 962        | 5,12         |             |             |  |
|                |                             |                |              |              |             |             |  |
| Inscrits       | Inscrits                    | Inscrits       | 72 508       | 100,00       | 72 489      | 100,00      |  |
| Abstentions    | Abstentions                 | Abstentions    | 13 990       | 19,29        | 16 553      | 22,84       |  |
| Votants        | Votants                     | Votants        | 58 518       | 80,71        | 55 936      | 77,16       |  |
| Blancs et nuls | Blancs et nuls              | Blancs et nuls | 668          | 1,14         | 1 900       | 3,4         |  |
| Exprimés       | Exprimés                    | Exprimés       | 57 850       | 98,86        | 54 036      | 96,6        |  |

Le suppléant de Guy Rabourdin était Rémy Surquain.

### Élections de 1973
| Candidat       | Candidat              | Parti          | Premier tour | Premier tour | Second tour | Second tour |  |
| Candidat       | Candidat              | Parti          | Voix         | %            | Voix        | %           |  |
| -------------- | --------------------- | -------------- | ------------ | ------------ | ----------- | ----------- |  |
|                | Guy Rabourdin sortant | UDR (URP)      | 22 928       | 33,88        | 32 309      | 48,54       |  |
|                | Gérard Bordu élu      | PCF            | 18 803       | 27,79        | 34 253      | 51,46       |  |
|                | André Lhomme          | PS (UGSD)      | 11 767       | 17,39        | Retrait     | Retrait     |  |
|                | Michel Oger           | MR             | 10 015       | 14,8         |             |             |  |
|                | Raymond Gladieux      | LCR            | 2 265        | 3,35         |             |             |  |
|                | Yves Letty            | PSU            | 1 888        | 2,79         |             |             |  |
|                |                       |                |              |              |             |             |  |
| Inscrits       | Inscrits              | Inscrits       | 83 347       | 100,00       | 83 309      | 100,00      |  |
| Abstentions    | Abstentions           | Abstentions    | 14 373       | 17,24        | 13 769      | 16,53       |  |
| Votants        | Votants               | Votants        | 68 974       | 82,76        | 69 540      | 83,47       |  |
| Blancs et nuls | Blancs et nuls        | Blancs et nuls | 1 308        | 1,9          | 2 978       | 4,28        |  |
| Exprimés       | Exprimés              | Exprimés       | 67 666       | 98,1         | 66 562      | 95,72       |  |

Le suppléant de Gérard Bordu était Claude Garau, comptable agréé à Chelles.

### Élections de 1978
| Candidat       | Candidat                   | Parti          | Premier tour | Premier tour | Second tour | Second tour |  |
| Candidat       | Candidat                   | Parti          | Voix         | %            | Voix        | %           |  |
| -------------- | -------------------------- | -------------- | ------------ | ------------ | ----------- | ----------- |  |
|                | Gérard Bordu sortant réélu | PCF            | 28 016       | 30,16        | 48 740      | 52,55       |  |
|                | Pierre Durand-Labrunie     | RPR            | 20 384       | 21,95        | 44 017      | 47,45       |  |
|                | Jean-Pierre Fourré         | PS             | 17 310       | 18,64        | Retrait     | Retrait     |  |
|                | Marcel Laurent             | UDF (Rad)      | 15 764       | 16,97        | Retrait     | Retrait     |  |
|                | Françoise Grosbois         | PSU (FA)       | 4 621        | 4,98         |             |             |  |
|                | Pierre Lebœuf              | MRG            | 2 940        | 3,17         |             |             |  |
|                | Christine Brison           | LO             | 1 558        | 1,68         |             |             |  |
|                | Frances Bosredon-Féron     | Divers droite  | 1 063        | 1,14         |             |             |  |
|                | Martine Vidalinc           | FRP            | 769          | 0,83         |             |             |  |
|                | Patrick Baudouin           | UOPDP          | 456          | 0,49         |             |             |  |
|                |                            |                |              |              |             |             |  |
| Inscrits       | Inscrits                   | Inscrits       | 114 104      | 100,00       | 113 687     | 100,00      |  |
| Abstentions    | Abstentions                | Abstentions    | 19 529       | 17,12        | 17 765      | 15,63       |  |
| Votants        | Votants                    | Votants        | 94 575       | 82,88        | 95 922      | 84,37       |  |
| Blancs et nuls | Blancs et nuls             | Blancs et nuls | 1 694        | 1,79         | 3 165       | 3,3         |  |
| Exprimés       | Exprimés                   | Exprimés       | 92 881       | 98,21        | 92 757      | 96,7        |  |

Le suppléant de Gérard Bordu était Lionel Hurtebize, conseiller général, maire de Champs-sur-Marne.

### Élections de 1981
| Candidat       | Candidat               | Parti          | Premier tour | Premier tour | Second tour | Second tour |  |
| Candidat       | Candidat               | Parti          | Voix         | %            | Voix        | %           |  |
| -------------- | ---------------------- | -------------- | ------------ | ------------ | ----------- | ----------- |  |
|                | Jean-Pierre Fourré élu | PS             | 30 240       | 35,12        | 55 044      | 61,11       |  |
|                | Gérard Bordu sortant   | PCF            | 20 349       | 23,64        | Retrait     | Retrait     |  |
|                | Christian Charlet      | RPR (UNM)      | 19 446       | 22,59        | 35 025      | 38,89       |  |
|                | Marcel Laurent         | UDF (Rad)      | 10 786       | 12,53        |             |             |  |
|                | Georges Simon          | MÉP            | 2 932        | 3,41         |             |             |  |
|                | Madeleine Rebeaux      | LO             | 870          | 1,01         |             |             |  |
|                | Jacques Guyot          | MRG            | 848          | 0,98         |             |             |  |
|                | Lucette Vaissière      | FRP            | 625          | 0,73         |             |             |  |
|                |                        |                |              |              |             |             |  |
| Inscrits       | Inscrits               | Inscrits       | 127 709      | 100,00       | 127 710     | 100,00      |  |
| Abstentions    | Abstentions            | Abstentions    | 40 703       | 31,87        | 35 635      | 27,9        |  |
| Votants        | Votants                | Votants        | 87 006       | 68,13        | 92 075      | 72,1        |  |
| Blancs et nuls | Blancs et nuls         | Blancs et nuls | 910          | 1,05         | 2 006       | 2,18        |  |
| Exprimés       | Exprimés               | Exprimés       | 86 096       | 98,95        | 90 069      | 97,82       |  |

Le suppléant de Jean-Pierre Fourré était Pierre Andrieu, maire d'Émerainville.

### Élections de 1988
|                | Didier Julia sortant réélu | RPR (URC)      | 23 825 | 53,91  |  |  |  |
|                | Érick Bulle                | PS             | 12 422 | 28,11  |  |  |  |
|                | Gérard Louis               | FN             | 4 589  | 10,38  |  |  |  |
|                | Liliane Ganille            | PCF            | 3 354  | 7,59   |  |  |  |
|                |                            |                |        |        |  |  |  |
| Inscrits       | Inscrits                   | Inscrits       | 66 815 | 100,00 |  |  |  |
| Abstentions    | Abstentions                | Abstentions    | 22 045 | 32,99  |  |  |  |
| Votants        | Votants                    | Votants        | 44 770 | 67,01  |  |  |  |
| Blancs et nuls | Blancs et nuls             | Blancs et nuls | 580    | 1,3    |  |  |  |
| Exprimés       | Exprimés                   | Exprimés       | 44 190 | 98,7   |  |  |  |

Le suppléant de Didier Julia était Alain Marchenay, kinésithérapeute, adjoint au maire de Nemours.

### Élections de 1993
|                | Didier Julia sortant réélu | RPR (UPF)      | 24 104 | 51,68  |  |  |  |
|                | Gérard Louis               | FN             | 6 968  | 14,94  |  |  |  |
|                | François Deysson           | PS (ADFP)      | 5 629  | 12,07  |  |  |  |
|                | Philippe Mouche            | Les Verts (EÉ) | 4 186  | 8,98   |  |  |  |
|                | Liliane Ganille            | PCF            | 2 420  | 5,19   |  |  |  |
|                | Marie-Hélène Ernst         | LT-LNÉ         | 938    | 2,01   |  |  |  |
|                | Marie-Adélaïde Doublet     | LO             | 891    | 1,91   |  |  |  |
|                | Daniel Bezard              | RDRP           | 849    | 1,82   |  |  |  |
|                | Michel Legeron             | MDC            | 651    | 1,4    |  |  |  |
|                | Frédéric Speelmann         | LCR            | 1      | 0      |  |  |  |
|                |                            |                |        |        |  |  |  |
| Inscrits       | Inscrits                   | Inscrits       | 69 470 | 100,00 |  |  |  |
| Abstentions    | Abstentions                | Abstentions    | 20 995 | 30,22  |  |  |  |
| Votants        | Votants                    | Votants        | 48 475 | 69,78  |  |  |  |
| Blancs et nuls | Blancs et nuls             | Blancs et nuls | 1 838  | 3,79   |  |  |  |
| Exprimés       | Exprimés                   | Exprimés       | 46 637 | 96,21  |  |  |  |

Le suppléant de Didier Julia était Alain Marchenay.

### Élections de 1997
| Candidat       | Candidat                   | Parti          | Premier tour | Premier tour | Second tour | Second tour |  |
| Candidat       | Candidat                   | Parti          | Voix         | %            | Voix        | %           |  |
| -------------- | -------------------------- | -------------- | ------------ | ------------ | ----------- | ----------- |  |
|                | Didier Julia sortant réélu | RPR            | 17 670       | 39,18        | 26 983      | 58,87       |  |
|                | Nelly Renaud-Touchard      | PS             | 9 088        | 20,15        | 18 855      | 41,13       |  |
|                | Gérard Louis               | FN             | 7 872        | 17,46        |             |             |  |
|                | Liliane Ganille            | PCF            | 2 663        | 5,91         |             |             |  |
|                | Philippe Mouche            | Les Verts      | 1 924        | 4,27         |             |             |  |
|                | Frédéric Fournier          | LDI (MPF)      | 1 542        | 3,42         |             |             |  |
|                | Marie-Adélaïde Doublet     | LO             | 1 276        | 2,83         |             |             |  |
|                | Emmanuel Mignon            | GÉ             | 1 192        | 2,64         |             |             |  |
|                | Pierre Prieur              | MDC            | 654          | 1,45         |             |             |  |
|                | Bernard Montagnon          | Divers droite  | 624          | 1,38         |             |             |  |
|                | Michel Risacher            | PT             | 363          | 0,8          |             |             |  |
|                | Pierre-Alexandre Dissat    | Divers gauche  | 225          | 0,5          |             |             |  |
|                | Pascal Néel                | Sans étiquette | 1            | 0            |             |             |  |
|                |                            |                |              |              |             |             |  |
| Inscrits       | Inscrits                   | Inscrits       | 69 739       | 100,00       | 69 727      | 100,00      |  |
| Abstentions    | Abstentions                | Abstentions    | 22 882       | 32,81        | 21 185      | 30,38       |  |
| Votants        | Votants                    | Votants        | 46 857       | 67,19        | 48 542      | 69,62       |  |
| Blancs et nuls | Blancs et nuls             | Blancs et nuls | 1 763        | 3,76         | 2 704       | 5,57        |  |
| Exprimés       | Exprimés                   | Exprimés       | 45 094       | 96,24        | 45 838      | 94,43       |  |

Le suppléant de Didier Julia était Alain Marchenay.

### Élections de 2002
| Candidat       | Candidat                   | Parti            | Premier tour | Premier tour | Second tour | Second tour |  |
| Candidat       | Candidat                   | Parti            | Voix         | %            | Voix        | %           |  |
| -------------- | -------------------------- | ---------------- | ------------ | ------------ | ----------- | ----------- |  |
|                | Didier Julia sortant réélu | UMP              | 21 435       | 46,09        | 26 353      | 64,96       |  |
|                | Nelly Renaud-Touchard      | PS               | 11 034       | 23,72        | 14 212      | 35,04       |  |
|                | Jean-Claude Berthier       | FN               | 6 050        | 13,01        |             |             |  |
|                | Philippe Tissot            | Divers droite    | 3 187        | 6,85         |             |             |  |
|                | Liliane Pays               | Les Verts        | 1 771        | 3,81         |             |             |  |
|                | Géraldine Gouelle          | LO               | 697          | 1,5          |             |             |  |
|                | Solange Perrin             | Pôle républicain | 683          | 1,47         |             |             |  |
|                | Thierry Pochon             | MNR              | 591          | 1,27         |             |             |  |
|                | Martine Charpentier        | CPNT             | 429          | 0,92         |             |             |  |
|                | Monique Zerbib             | PT               | 375          | 0,81         |             |             |  |
|                | Fanny Thouand              | Divers           | 257          | 0,55         |             |             |  |
|                | Jean-Paul Pascal           | GÉ               | 1            | 0            |             |             |  |
|                |                            |                  |              |              |             |             |  |
| Inscrits       | Inscrits                   | Inscrits         | 72 081       | 100,00       | 72 079      | 100,00      |  |
| Abstentions    | Abstentions                | Abstentions      | 24 874       | 34,51        | 30 053      | 41,69       |  |
| Votants        | Votants                    | Votants          | 47 207       | 65,49        | 42 026      | 58,31       |  |
| Blancs et nuls | Blancs et nuls             | Blancs et nuls   | 697          | 1,48         | 1 461       | 3,48        |  |
| Exprimés       | Exprimés                   | Exprimés         | 46 510       | 98,52        | 40 565      | 96,52       |  |

Le suppléant de Didier Julia était Alain Marchenay.

### Élections de 2007
| Candidat       | Candidat                   | Parti          | Premier tour | Premier tour | Second tour | Second tour |  |
| Candidat       | Candidat                   | Parti          | Voix         | %            | Voix        | %           |  |
| -------------- | -------------------------- | -------------- | ------------ | ------------ | ----------- | ----------- |  |
|                | Didier Julia sortant réélu | UMP            | 16 192       | 35,04        | 18 442      | 57,77       |  |
|                | Frédéric Valletoux         | Divers droite  | 9 805        | 21,22        | 13 482      | 42,23       |  |
|                | Nelly Renaud-Touchard      | PS             | 8 422        | 18,23        |             |             |  |
|                | Charles Bonaparte          | UDF–MoDem      | 4 046        | 8,76         |             |             |  |
|                | Marie d'Herbais            | FN             | 2 126        | 4,6          |             |             |  |
|                | Liliane Pays               | Les Verts      | 1 689        | 3,66         |             |             |  |
|                | Jérôme Férard              | LCR            | 1 160        | 2,51         |             |             |  |
|                | Francine Daupias           | PCF            | 898          | 1,94         |             |             |  |
|                | Jean-Pierre Chamayou       | MPF            | 457          | 0,99         |             |             |  |
|                | Marie-Lise Geffroy         | Divers         | 440          | 0,95         |             |             |  |
|                | Géraldine Gouelle          | LO             | 404          | 0,87         |             |             |  |
|                | Valérie Baudrillart        | CPNT           | 365          | 0,79         |             |             |  |
|                | Dominique Sanguinetti      | MNR            | 201          | 0,44         |             |             |  |
|                |                            |                |              |              |             |             |  |
| Inscrits       | Inscrits                   | Inscrits       | 77 275       | 100,00       | 77 273      | 100,00      |  |
| Abstentions    | Abstentions                | Abstentions    | 30 488       | 39,45        | 40 225      | 52,06       |  |
| Votants        | Votants                    | Votants        | 46 787       | 60,55        | 37 048      | 47,94       |  |
| Blancs et nuls | Blancs et nuls             | Blancs et nuls | 582          | 1,24         | 5 124       | 13,83       |  |
| Exprimés       | Exprimés                   | Exprimés       | 46 205       | 98,76        | 31 924      | 86,17       |  |

### Élections de 2012
| Candidat       | Candidat              | Parti          | Premier tour | Premier tour | Second tour | Second tour |  |
| Candidat       | Candidat              | Parti          | Voix         | %            | Voix        | %           |  |
| -------------- | --------------------- | -------------- | ------------ | ------------ | ----------- | ----------- |  |
|                | Roseline Sarkissian   | PS             | 13 851       | 30,24        | 20 150      | 46,30       |  |
|                | Valérie Lacroute élue | UMP            | 12 954       | 28,28        | 23 368      | 53,70       |  |
|                | Gilbert Boucly        | FN             | 6 225        | 13,59        |             |             |  |
|                | Frédéric Valletoux    | Divers droite  | 6 033        | 13,17        |             |             |  |
|                | David Allaert         | FG (PCF)       | 1 870        | 4,08         |             |             |  |
|                | Jean-François Robinet | Divers droite  | 1 390        | 3,03         |             |             |  |
|                | Liliane Pays          | EÉLV           | 1 331        | 1,69         |             |             |  |
|                | Isabelle Piot         | MoDem          | 924          | 2,02         |             |             |  |
|                | David Dupré           | MRC            | 536          | 1,17         |             |             |  |
|                | Stéphane Ayrault      | AÉI            | 470          | 1,03         |             |             |  |
|                | Viviane Moguelet      | LO             | 221          | 0,48         |             |             |  |
|                |                       |                |              |              |             |             |  |
| Inscrits       | Inscrits              | Inscrits       | 78 548       | 100,00       | 78 540      | 100,00      |  |
| Abstentions    | Abstentions           | Abstentions    | 32 234       | 41,04        | 33 725      | 42,94       |  |
| Votants        | Votants               | Votants        | 46 314       | 58,96        | 44 815      | 57,06       |  |
| Blancs et nuls | Blancs et nuls        | Blancs et nuls | 509          | 1,1          | 1 297       | 2,89        |  |
| Exprimés       | Exprimés              | Exprimés       | 45 805       | 98,9         | 43 518      | 97,11       |  |

### Élections de 2017
|                                                                                |                                                                                             |                           |                           |                          |                          |
|                                                                                |                                                                                             | Premier tour 11 juin 2017 | Premier tour 11 juin 2017 | Second tour 18 juin 2017 | Second tour 18 juin 2017 |
|                                                                                |                                                                                             |                           |                           |                          |                          |
|                                                                                |                                                                                             | Nombre                    | % des inscrits            | Nombre                   | % des inscrits           |
| Inscrits                                                                       | Inscrits                                                                                    | 79 744                    | 100,00                    | 79 725                   | 100,00                   |
| Abstentions                                                                    | Abstentions                                                                                 | 39 673                    | 49,75                     | 44 362                   | 55,64                    |
| Votants                                                                        | Votants                                                                                     | 40 071                    | 50,25                     | 35 363                   | 44,36                    |
|                                                                                |                                                                                             |                           | % des votants             |                          | % des votants            |
| Bulletins blancs                                                               | Bulletins blancs                                                                            | 451                       | 1,13                      | 2 137                    | 6,04                     |
| Bulletins nuls                                                                 | Bulletins nuls                                                                              | 172                       | 0,43                      | 778                      | 2,20                     |
| Suffrages exprimés                                                             | Suffrages exprimés                                                                          | 39 448                    | 98,45                     | 32 448                   | 91,76                    |
|                                                                                |                                                                                             |                           |                           |                          |                          |
| Candidat Étiquette politique (partis et alliances)                             | Candidat Étiquette politique (partis et alliances)                                          | Voix                      | % des exprimés            | Voix                     | % des exprimés           |
|                                                                                |                                                                                             |                           |                           |                          |                          |
|                                                                                | Estelle Rousseau La République en marche                                                    | 13 849                    | 35,11                     | 14 897                   | 45,91                    |
|                                                                                | Valérie Lacroute (députée sortante) Les Républicains (Union des démocrates et indépendants) | 11 223                    | 28,45                     | 17 551                   | 54,09                    |
|                                                                                | Marie Garcia Front national                                                                 | 6 020                     | 15,26                     |                          |                          |
|                                                                                | Renaud Hamard La France insoumise                                                           | 3 727                     | 9,45                      |                          |                          |
|                                                                                | Rose de La Fuente Europe Écologie Les Verts                                                 | 1 889                     | 4,79                      |                          |                          |
|                                                                                | Jean-Marc Champniers Debout la France                                                       | 807                       | 2,05                      |                          |                          |
|                                                                                | David Allaert Parti communiste français                                                     | 643                       | 1,63                      |                          |                          |
|                                                                                | Juanito Durosset Écologiste                                                                 | 537                       | 1,36                      |                          |                          |
|                                                                                | Fabien Champagne Divers (Union populaire républicaine)                                      | 302                       | 0,77                      |                          |                          |
|                                                                                | Élodie Broch Lutte ouvrière                                                                 | 250                       | 0,63                      |                          |                          |
|                                                                                | Patricia Grimeau Extrême gauche (Parti ouvrier indépendant démocratique)                    | 120                       | 0,30                      |                          |                          |
|                                                                                | Sylvie Henry Régionaliste                                                                   | 81                        | 0,21                      |                          |                          |
| Source : Ministère de l'Intérieur - Deuxième circonscription de Seine-et-Marne |                                                                                             |                           |                           |                          |                          |

### Élections de 2022
Les élections législatives françaises de 2022 se déroulent les dimanches 12 et 19 juin 2022.
|                                                    |                                                                                          |                           |                           |                          |                          |
|                                                    |                                                                                          | Premier tour 12 juin 2022 | Premier tour 12 juin 2022 | Second tour 19 juin 2022 | Second tour 19 juin 2022 |
|                                                    |                                                                                          |                           |                           |                          |                          |
|                                                    |                                                                                          | Nombre                    | % des inscrits            | Nombre                   | % des inscrits           |
| Inscrits                                           | Inscrits                                                                                 | 79 921                    | 100                       | 79 935                   | 100                      |
| Abstentions                                        | Abstentions                                                                              | 39 613                    | 49,57                     | 41 819                   | 52,32                    |
| Votants                                            | Votants                                                                                  | 40 308                    | 50,43                     | 38 116                   | 47,68                    |
|                                                    |                                                                                          |                           | % des votants             |                          | % des votants            |
| Bulletins blancs                                   | Bulletins blancs                                                                         | 560                       | 1,39                      | 2349                     | 6,16                     |
| Bulletins nuls                                     | Bulletins nuls                                                                           | 186                       | 0,46                      | 874                      | 2,29                     |
| Suffrages exprimés                                 | Suffrages exprimés                                                                       | 39 562                    | 98,15                     | 34 893                   | 91,54                    |
|                                                    |                                                                                          |                           |                           |                          |                          |
| Candidat Étiquette politique (partis et alliances) | Candidat Étiquette politique (partis et alliances)                                       | Voix                      | % des exprimés            | Voix                     | % des exprimés           |
|                                                    |                                                                                          |                           |                           |                          |                          |
|                                                    | Frédéric Valletoux Ensemble (Horizons)                                                   | 10 981                    | 27,76                     | 20 037                   | 57,42                    |
|                                                    | Marie-Pierre Molina Nouvelle Union populaire écologique et sociale (La France insoumise) | 9 107                     | 23,02                     | 14 856                   | 42,58                    |
|                                                    | Ivanka Dimitrova Rassemblement national                                                  | 7 345                     | 18,57                     |                          |                          |
|                                                    | Isoline Garreau Union de la droite et du centre (les Républicains)                       | 5 754                     | 14,54                     |                          |                          |
|                                                    | Guillaume Cazauran Reconquête                                                            | 2 444                     | 6,18                      |                          |                          |
|                                                    | Loïc Rousselle Écologie au centre                                                        | 1 733                     | 4,38                      |                          |                          |
|                                                    | Franck Delalande Parti animaliste                                                        | 798                       | 2,02                      |                          |                          |
|                                                    | Laurent Castellan Droite souverainiste Debout la France                                  | 645                       | 1,63                      |                          |                          |
|                                                    | Elodie Broch Lutte ouvrière                                                              | 334                       | 0,84                      |                          |                          |
|                                                    | Stéphanie Faury Parti ouvrier indépendant démocratique                                   | 297                       | 0,75                      |                          |                          |
|                                                    | Sandrine Papin Fédération française de citoyenneté                                       | 124                       | 0,31                      |                          |                          |

### Élections de 2024
| Candidats                | Candidats                | Parti et coalition       | Nuance                   | Premier tour | Premier tour | Second tour | Second tour |
| Candidats                | Candidats                | Parti et coalition       | Nuance                   | Voix         | %            | Voix        | %           |
| ------------------------ | ------------------------ | ------------------------ | ------------------------ | ------------ | ------------ | ----------- | ----------- |
|                          | Ivanka Dimitrova         | RN                       | RN                       | 18 887       | 35,06        | 21 027      | 40,05       |
|                          | Frédéric Valletoux       | HOR (ENS)                | ENS                      | 18 171       | 33,73        | 31 470      | 59,95       |
|                          | Nour Benaïssa Watbot     | LFI (NFP)                | UG                       | 12 765       | 23,70        | Retrait     | Retrait     |
|                          | Loïc Rousselle           | ÉAC                      | ECO                      | 2 102        | 3,90         |             |             |
|                          | Guillaume Cazauran       | REC                      | REC                      | 991          | 1,84         |             |             |
|                          | Élodie Broch             | LO                       | EXG                      | 479          | 0,78         |             |             |
|                          | Stéphanie Faury          | PT                       | EXG                      | 377          | 0,70         |             |             |
|                          | Valérian Lapkoff         | SE                       | DIV                      | 152          | 0,28         |             |             |
|                          | Sophie Balastre          | DLF                      | DSV                      | 8            | 0,01         |             |             |
|                          |                          |                          |                          |              |              |             |             |
| Votes valides            | Votes valides            | Votes valides            | Votes valides            | 53 872       | 97,67        | 52 497      | 95,88       |
| Votes blancs             | Votes blancs             | Votes blancs             | Votes blancs             | 926          | 1,68         | 1 714       | 3,13        |
| Votes nuls               | Votes nuls               | Votes nuls               | Votes nuls               | 358          | 0,65         | 544         | 0,99        |
| Total                    | Total                    | Total                    | Total                    | 55 156       | 100          | 54 755      | 100         |
| Abstention               | Abstention               | Abstention               | Abstention               | 25 488       | 31,61        | 25 705      | 31,95       |
| Inscrits / participation | Inscrits / participation | Inscrits / participation | Inscrits / participation | 80 644       | 68,39        | 80 460      | 68,05       |